# Allsvenskan i handboll för damer 1988/1989
Allsvenskan i handboll för damer 1988/1989 vanns av Stockholmspolisens IF, som efter slutspel även vann svenska mästerskapet.

## Sluttabell

### Grundserien
| Nr | Lag                      | Matcher | Vinst | Oavgjort | Förlust | +/-     | Poäng |
| -- | ------------------------ | ------- | ----- | -------- | ------- | ------- | ----- |
| 1  | Stockholmspolisens IF    | 18      | 15    | 0        | 3       | 348-272 | 30    |
| 2  | Tyresö HF                | 18      | 13    | 1        | 4       | 389-329 | 27    |
| 3  | Skuru IK                 | 18      | 13    | 0        | 5       | 375-222 | 26    |
| 4  | RP IF                    | 18      | 11    | 1        | 6       | 360-329 | 23    |
| 5  | Kvinnliga IK Sport       | 18      | 10    | 1        | 7       | 326-333 | 21    |
| 6  | Irsta HF                 | 18      | 6     | 5        | 7       | 306-324 | 17    |
| 7  | Skånela IF               | 18      | 7     | 0        | 11      | 308-332 | 14    |
| 8  | Stockholms spårvägars IF | 18      | 5     | 0        | 13      | 283-328 | 10    |
| 9  | IK Heim                  | 18      | 4     | 1        | 13      | 287-339 | 9     |
| 10 | Stenums IF               | 18      | 1     | 1        | 16      | 293-269 | 3     |

## SM-slutspel[1]

### Semifinaler
- 29/3 1989: Stockholmspolisens IF-RP IF Linköping 16-15
- 1/4 RP IF - Stockholmspolisen IF 11-10
- 4/4 Stockholmspolisen - RP IF 21-17

Stockholmspolisens IF vidare med 2-1 i matcher
- 29/3 1989: Tyresö HF-Skuru IK  23-18
- 1/4 1989 : Skuru IK - Tyresö HF 15-17

Tyresö HF vidare med 2-0 i matcher.

### Finaler
- 8/4 1989: Stockholmspolisens IF-Tyresö HF 13-17
- 12/4 1989 Tyresö HF - Stockholmspolisen IF 12-14
- 15/4 1989 Stockholmspolisen IF - Tyresö HF 8-13

Tyresö HF svenska mästarinnor med 2-1 i matcher.

### Svenska mästare
Ingrid Pinét, Magdalena Olsson, Eva Olsson (Agarsson), Christina Pettersson, Pia Carlsson, Camilla Häverby, Marie Olcina, Anette Matthjis, Anna Kingström, Britt Forsell. Annika Liljegren, Anette Nilsson.

## Skytteligan[2]
- Helene Widström, RP IF - 18 matcher, 103 mål[3]
- Malin Lake, Kvinnliga IK Sport   94 mål.
- Cathrine Eriksson Irsta HF  89 mål
- Christina Pettersson Tyresö HF  88 mål
- Ewa Jansson Skuru IK 83 mål

### Fotnoter
1. ↑  ”Året som gick”. Handbollboken. 1989-1990. sid. 192. Läst 31 december 2018
2. ↑  ”Skytteligan”. handbollboken 1989-1990. 1989-1990. sid. 188. Läst 31 december 2018
3. ↑  ”Skyttedrottningar 1984–2012”. Svenska handbollsförbundet. 24 juni 2012. Arkiverad från originalet den 21 april 2013. https://web.archive.org/web/20130421230635/http://www.svenskhandboll.se/ImageVaultFiles/id_2945/cf_31/Elit_Damer_Skyttedrottningar.PDF. Läst 29 maj 2015.